# 101 Park Avenue
101 Park Avenue ist ein 192 Meter hoher Wolkenkratzer in Manhattan in New York City, USA. Der Büroturm ist Schauplatz beziehungsweise eine Location in zahlreichen Fernsehserien und Spielfilmen.

## Beschreibung
Der Büroturm 101 Park Avenue steht an der Park Avenue im Viertel Murray Hill im Stadtteil Midtown Manhattan. Er nimmt den größten Teil des Häuserblocks zwischen der Park Avenue und Lexington Avenue sowie East 40th und 41st Street ein. Vor dem Gebäude beginnt die Rampe, auf der die Park Avenue zum rund 150 m entfernten Grand Central Terminal führt und um dieses herum geleitet wird. Das Bürogebäude ist eines von 41 Gebäuden in Manhattan, das seit 2019 mit „10178“ seine eigene Postleitzahl hat (ZIP-Code). Die Ziffern sind aus Adresse „101“ und dem Jahr des Baubeginns „78“ zusammengesetzt.
Der von 1978 bis 1982 erbaute 49-stöckige und 191,7 m (629 Fuß) hohe Wolkenkratzer wurde vom Architekturbüro Eli Attia Architects geplant und errichtet. Bauherr und Eigentümer ist seit 1982 die H. J. Kalikow & Company. Das einzigartig geformtes Gebäude hat eine dunkle, reflektierende und glänzende Glasfassade. Der Haupteingangsbereich an der Ecke Park Avenue und East 40th Street ist ein weitläufiger mit Granit belegter öffentlicher Platz mit Springbrunnen und ruhigem Sitzbereich. Den Haupteingang zur 101 Park Avenue bildet ein fünf Etagen hohes Portal, das von massiven Granitsäulen gestützt und eingerahmt wird.

## Film und Fernsehen
101 Park Avenue war Schauplatz in einer Reihe von Fernsehserien und Spielfilmen. Auswahl:
- Fiktiver „Clamp Tower“ im Spielfilm Gremlins 2 – Die Rückkehr der kleinen Monster von 1990.
- In der Sitcom Seinfeld wird das Gebäude in einigen Episoden der neunten Staffel als Arbeitsstätte des Charakters George Costanza, gespielt von Jason Alexander, gezeigt.
- Freunde mit gewissen Vorzügen (Originaltitel: Friends with Benefits), Romantische Komödie mit Mila Kunis und Justin Timberlake, Szenen auf dem Dach.
- New Year’s Eve, Liebeskomödie von 2011 (dt. Happy New Year).
- Fernsehserie Person of Interest (2011–2016), Szenen am Haupteingang, auf dem Dach und in einem leeren Büro.
- Men in Black 3, Science-Fiction-Komödie (2012).
- Marvel’s The Avengers, Action- und Science-Fiction-Spielfilm von 2012, das S.H.I.E.L.D-Flugzeug landet am Fuß des Wolkenkratzers.
- Teenage Mutant Ninja Turtles, Science-Fiction-Film mit Megan Fox aus dem Jahr 2014.
- Ted 2, Filmkomödie mit Mark Wahlberg aus dem Jahr 2015.
- Isn’t It Romantic, Romantische Komödie von Netflix mit Rebel Wilson aus dem Jahr 2019.

## Ansichten

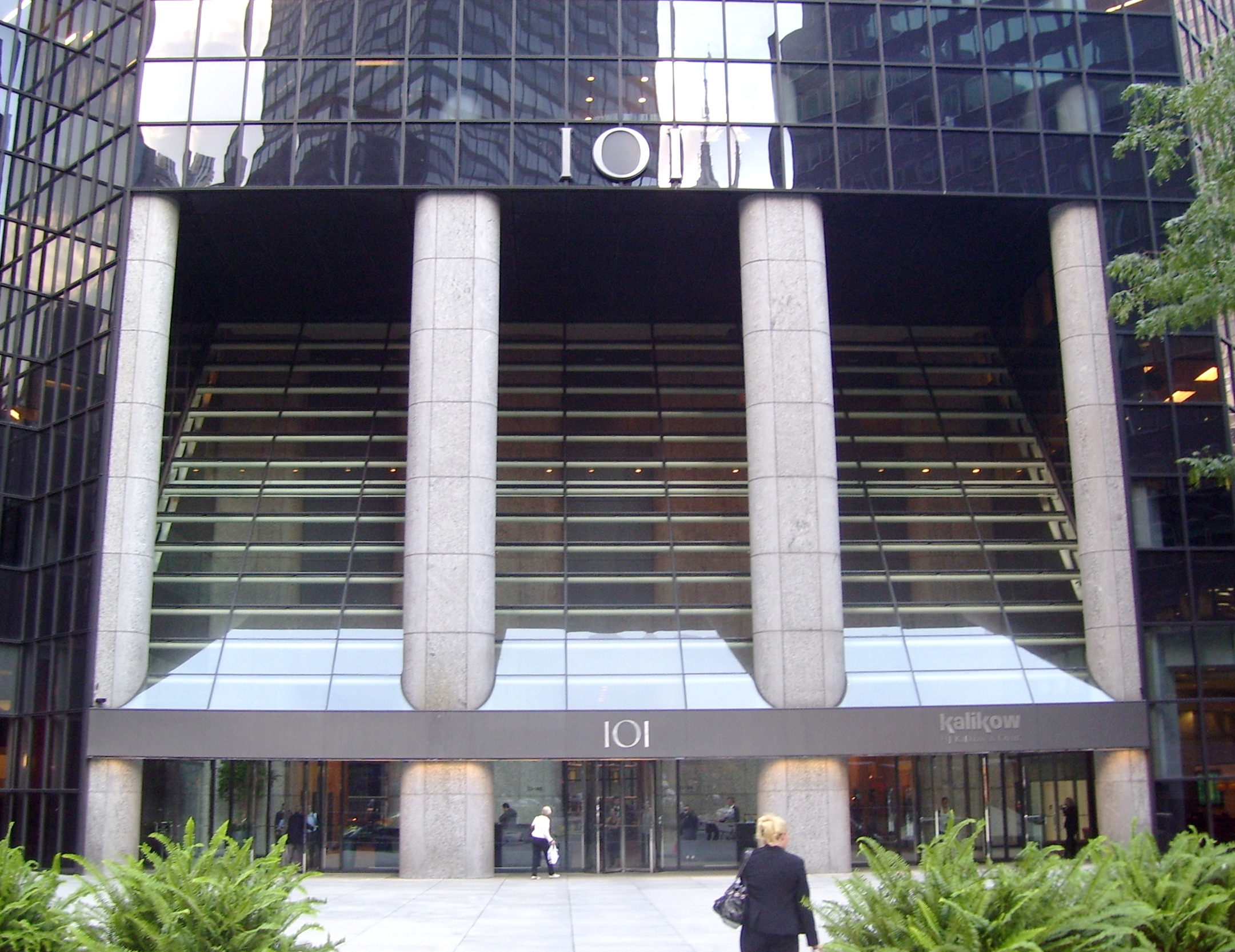
Eingangsportal und Vorplatz an der Ecke Park Avenue / 40th Street
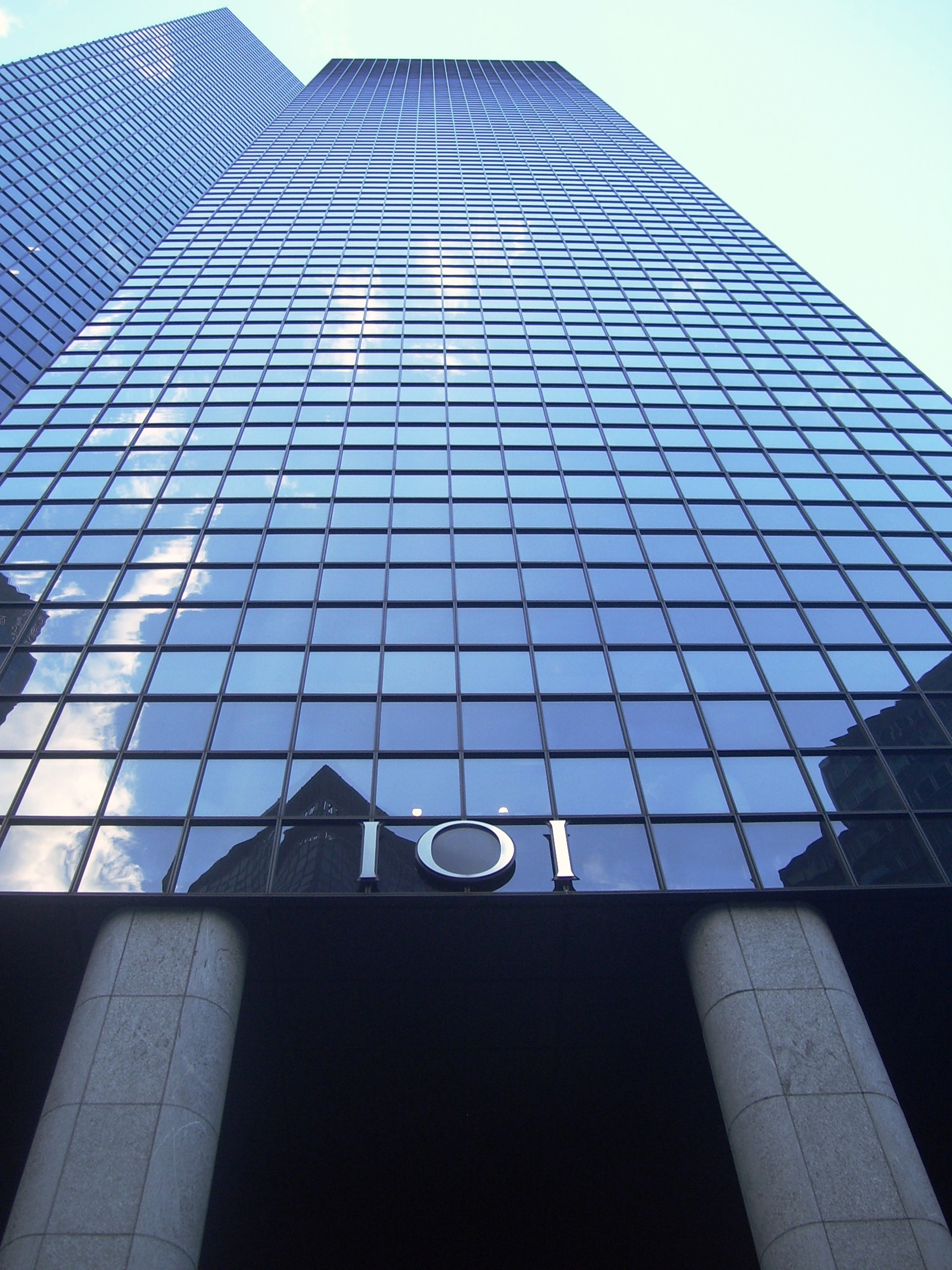
Vertikale Ansicht der Glasfassade
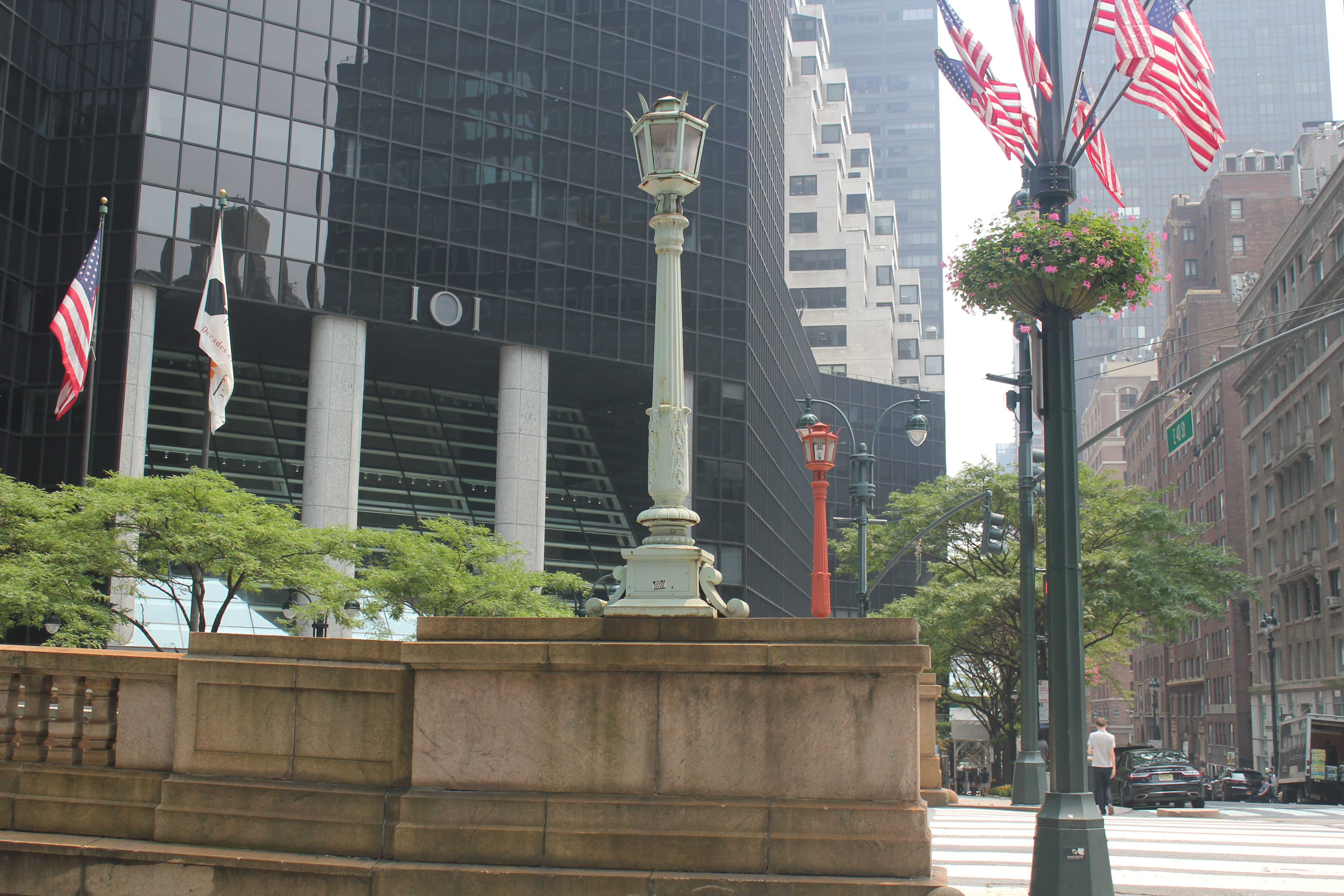
Beginn der Park Avenue-Rampe vor dem Gebäudeportal Höhe 40th St.